# Szontágh Tibor
Szontágh Adolf Tibor Gusztáv (Máramarossziget, 1873. április 29. – Miskolc, 1930. november 19.) festőművész, pedagógus.

## Életpályája
1894–1899 között a budapesti Mintarajziskolában tanult. 1902-től naturalista tájképeket állított ki a Műcsarnokban. 1907-ben már a rózsahegyi kegyesrendi főgimnáziumban oktatott. 1911-től a Miskolci Királyi Katolikus Főgimnáziumban (ma: Földes Ferenc Gimnázium) tanított. Miskolcon 1930-ban nyílt egyéni tárlata.
Makón és Miskolcon festett. A miskolci Művészek Társaságának választott rendes tagja volt.

## Családja
Szülei Szontagh Gusztáv és Szontagh Adél voltak. 1900. június 30-án, Budapesten házasságot kötött Baranski Ilonával (1881–1967), Baranski E. László (1877–1941) festőművész testvérével. Hat gyermekük született: Pál Sándor Emil, Mária Magdolna és László, valamint Ilona Margit, Klára és Endre.
Sírja a Mindszenti temetőben található.

## Festményei
- Vágparti részlet (1911)
- Udvarrészlet (1927)
- Virágos udvar (1928)
- Tavaszi kertben/Frissen szedett orgona
- Ház a fák között
- Korsós lány a patakparton
- Patakparton
- Beszélgetők
- Falusi udvar
- Hazafelé a mezőről
- Menyecske a patakparton
- Hazafelé